# روتل
روتل (انگلیسی: Rotel) یک شرکت ژاپنی سازنده تجهیزات صوتی و تصویری با کیفیت بالا شامل: سینمای خانگی، تقویت کننده ها، پخش کننده های دیسک فشرده و غیره است. این شرکت در سال 1961 تاسیس شد.